# Wayne Andre
Wayne Andre est un tromboniste (trombone ténor et trombone basse) et arrangeur de jazz américain, né le 17 novembre 1931 à Manchester (Connecticut) et mort le 26 août 2003 à New York.

## Biographie
Wayne Andre commence sa carrière comme tromboniste des big bands de Charlie Spivak, Woody Herman et de l'orchestre codirigé par Eddie Sauter et Bill Finnegan. Au milieu des années 1950, il fait partie comme tromboniste et arrangeur du Kai Winding septet. Dans les années 1960, il est membre du premier Gerry Mulligan's Concert Jazz Band, du Thad Jones-Mel Lewis Orchestra et du big band de Clark Terry. Il participe, en 1962,à la tournée de Benny Goodman en URSS.
À la fin des années 1960, il s'installe pour mener une intense carrière de musicien de studio (pop, variété, rock....) pour des labels comme la Columbia ou A&M. On peut alors l'entendre accompagner des musiciens aussi différents que Liza Minnelli, Astrud Gilberto, Patti Austin, Alice Cooper et des groupes comme Manhattan Transfer ou Steely Dan. Dans les années 1970, il fait partie du "staff" du label CTI de Creed Taylor et participe à des sessions d'Eumir Deodato, George Benson, Freddie Hubbard, Bob James... Comme jazzman on peut l'entendre aussi avec Art Farmer, Wes Montgomery, Kenny Burrell, Lynn Welshman, le Mingus Big Band, l'Epitaph Band et comme membre du "Word of mouth" de Jaco Pastorius. Il se produit aussi avec ses propres quintets et septets.
Outre son activité de musicien de studion Wayne Andre a aussi eu une carrière intense d'arrangeur et de compositeur. Il a composé, par exemple, “The Rise and Fall of Love”, une pièce concertante pour trombone et orchestre symphonique.